# 河上民雄
河上 民雄（かわかみ たみお、1925年7月12日 - 2012年9月22日）は、日本の政治家、歴史学者。衆議院議員（7期）、日本社会党国際局長・東海大学政治経済学部教授を歴任。聖学院大学大学院客員教授、東海大学名誉教授。アメリカ史を専攻。

## 生い立ち
兵庫県神戸市出身。関西学院教授・河上丈太郎の長男として生まれる。父・丈太郎は、1928年の総選挙で日本初の無産政党出身の代議士となり、戦後は右派社会党委員長・日本社会党委員長を歴任した。
旧制静岡高等学校（現在の静岡大学）を経て、1948年に東京大学文学部西洋史学科を卒業。大学卒業後、高等学校教師となったが、病気のために辞職を余儀なくされた。その後は病気療養を続けながら、翻訳業に従事したり、父・丈太郎の政治秘書・ゴーストライターを務めた。1955年に日本社会党が再統一する際には、右派社会党側の統一綱領案（いわゆる右社綱領）を藤牧新平とともに執筆した。
1963年から64年にかけてコロンビア大学に留学し、アメリカ史を専攻。1966年には東海大学政治経済学部教授に就任した。東海大学では国会議員に在職中も教鞭をとり続けた。

## 代議士として
1965年に父・丈太郎が死去。次の1967年総選挙では、父の後継候補に推され、衆議院議員に初当選した。祖父・父同様に敬虔なクリスチャンであった河上は、1967年ごろから靖国神社国家護持法案提出の動きが自由民主党側から出てくるようになると、これに強く反発し、反対運動の先頭に立った。そのため、日本遺族会の反発もあり、1969年総選挙に落選した。1972年総選挙で衆議院議員に返り咲き、以後、1990年に政界を引退するまで連続当選を続けた。
河上は日本社会党内では数少ない知米派であり、得意の語学を生かして、党の国際交流の実務を担うことが多かった。1975年、日本社会党が江田三郎を団長とする訪米団を18年ぶりに派遣した際には、訪米に伴う実務を一手に引き受けている。

## 日本社会党国際局長として
1977年12月17日から19日まで社会主義インターナショナル首脳会議が東京で開催されることになった。しかし、その責任者であった日本社会党国際局長の田英夫が同年9月27日に離党したため、河上が国際局長の職務を引き継いだ。同年12月13日の第41回続開大会で正式に国際局長に選任され、社会主義インターナショナル東京首脳会議を成功させた。以後、1982年まで国際局長を務めた。
当時、日本社会党は社会主義インターナショナルと疎遠になっており、社会主義インターナショナルの会議に日本社会党は国際局の書記クラスを派遣していたが、河上は出来るだけ自ら参加するようにして、社会主義インターナショナルにおける日本社会党の発言権を高めようと尽力した。
1980年の社会主義インターナショナル第15回大会では、でっちあげ裁判で死刑を宣告されていた金大中の名を議長の総括演説に盛り込むよう主張し、ヴィリー・ブラント議長に総括演説で「金大中を殺してはならない」と叫ばせることに成功した。こうした国際圧力で金大中の死刑は回避され、後に金大中は釈放された。

## 政界引退と死
1990年の総選挙には立候補せずに、政界を引退。社会党兵庫県連は後継候補に河上の秘書を一時務めていた土肥隆一を選出した。以後、定年退職まで東海大学での教育に専念した。1996年、東海大学を定年退職。後に聖学院大学大学院で教鞭をとった。
2012年9月22日、間質性肺炎のために死去。87歳没。

## 活動
- 1970年に起こった、尼崎教会の牧師が建造物侵入の疑いで警察に追われていた高校生2人をかくまい、後に任意出頭させたことが犯人蔵匿罪にあたるとして牧師が起訴された事件（牧会活動事件）で牧師側の特別弁護人を務めた[2]。
- 1989年、在日韓国人政治犯29名の釈放の要望書に署名した。この中には北朝鮮による日本人拉致の実行犯である辛光洙を始めとする北朝鮮のスパイ容疑者10名が含まれていた[3]。
- 1989年、反アパルトヘイト議員連盟を創設し、会長に就任[4]。
- 1999年、日本相撲協会運営審議委員会委員長に就任。

## 著書
- 『現代政治家の条件』（春秋社、1968年）
- 『政治と人間像』（人間の科学社、1975年）
- 『社会党の外交』（サイマル出版会、1994年）
- 『海峡の両側から靖国を考える』（オルタ出版室、2006年）朴菖熙らと共著
- 『勝者と敗者の近現代史』（かまくら春秋社、2007年）
- 『河上民雄・20世紀の回想』（オルタ出版室、2012年）

## 訳書
- G.D.H.コール『イギリス労働運動史』（岩波書店、1952年）共訳
- シドニー・フック『マルクスとマルクス主義者たち』（現代教養文庫、1956年）共訳
- J.ストレイチ『大いなる覚醒』（有紀書房、1962年）
- セオドア・ソレンセン『ホワイトハウスの政策決定の過程』（自由社、1964年）